# Na západní frontě klid (film, 1979)
Na západní frontě klid je hraný film z roku 1979 natočený na základě stejnojmenného válečného románu autora Ericha Maria Remarqua v koprodukci Spojených států a Velké Británie. Jeho režie se ujal Delbert Mann. V hlavních rolích účinkovali Richard Thomas, Ernest Borgnine a další. Exteriéry byly z valné části natáčeny v Československu v demolovaném Mostě a v okolí.